# Namio Harukawa
Namio Harukawa (春川ナミオ, Harukawa Namio), né en 1947 à Osaka et mort le 24 avril 2020, est un artiste japonais dans le domaine du dessin érotique,.
Namio Harukawa est un nom de plume : Namio est l’anagramme de Naomi, prénom de l'héroïne du roman Un amour insensé de Jun'ichirō Tanizaki, et Harukawa est issu du nom de l'actrice japonaise Masumi Harukawa.
Son art, qui s'inscrit dans le registre du fétichisme et du sado-masochisme, dépeint des femmes rondes callipyges dominant et humiliant des hommes minces, généralement à travers la pratique du facesitting,.
Sa première exposition en dehors du Japon a lieu à Paris en 2013,.
Il a travaillé comme consultant sur plusieurs tournages pornographiques. Il a également réalisé les jaquettes de films pour le studio Kitagawa Pro.
Kana Ohara, l'héroïne de Garden of Domina était une ancienne joueuse de volleyball. Elle aurait inspiré l'engouement autour de Sabina Altynbekova, deux ans plus tard.

## Publications
- Namio Harukawa, Callipyge, United Dead Artists, 2008, 32 p.
- Namio Harukawa, Maxi Cula, United Dead Artists, 2012, 156 p. (ISBN 978-2-37543-018-7)
- Namio Harukawa, Garden of Domina : An Illustrated Story, Pot Publishing, 2012, 168 p. (ISBN 978-4-7808-0183-5)
- Namio Harukawa, The Incredible Femdom Art of Namio Harukawa, Kawade Shobō Shinsha, 2019, 1 p. (ISBN 978-4-309-92172-3)